# Juridična stela
Juridična stela ali Kairska juridična stela JE 52453 je staroegipčanska stela, postavljena okoli leta 1650 pr. n. št. Njen namen je bil dokumentirati prodajo položaja guvernerja El Kaba.

## Zgodovina
Juridično stelo so odkrili leta 1927 med gradbenimi deli v Veliki hipostilni dvorani v Karnaku, sodobnem Luksorju, kamor je bila postavljena v Novem kraljestvu. Stela je starejša od hipostila, saj je bila izdelana že v drugem vmesnem obdobju Egipta.  Datirana je v prvo leto vladanja tebanskega faraona Nebirirava I. iz Šestnajste ali Sedemnajste egipčanske dinastije. Izdelana je iz apnenca. Široka je 118 cm in visoka 72 cm. Na njej je 28 vrstic besedila, napisanega v egipčanskih hieroglifih. Zdaj je na ogled v Kairskem muzeju.

## Vsebina
Besedilo na steli poroča  prodaji položaja guvernerja El Kaba Kebsija njegovemu sorodniku  Sobeknahtu. Zgleda, da je Kebsi dolgoval Sobeknahtu znatno vsoto 60 zlatih debenov Ker mu denarja ni mogel vrniti, se je odločil za prodajo svojega položaja Sobeknahtu, ki je s tem postal novi guverner El Kaba z vsemi ugodnostmi, ki so guvernerju pripadale. Vse za transakcijo potrebne dokumente so prinesli vezirju, ki je preveril Kebsijevo rodoslovje, da bi ugotovil, ali je resnično dedič položaja.
Rodoslovje in vsi prenosi oblasti so povzeti v naslednjih nekaj točkah:
- Najzgodnejši omenjeni osebi sta vezir Aja in njegova žena, kraljeva hčerka Reditenes. Par je imel sinova Aja mlajšega in Ajemeruja.
- Aja mlajši je bil na položaju guvernerja do svoje nepričakovane smrti. Položaj je prešel na mlajšega brata Ajameruja.
- Ajameru je kasneje od očeta nasledil položaj vezirja. To se je zelo verjetno zgodilo v prvem letu vladanja faraona Merhotepre Inija iz Trinajste dinastije.
- Ajameru je položaj guvernerja prepustil svojemu sinu Kebsiju.
- Kebsi je položaj guvernerja prodal Sobeknahtu. To se je zgodilo v prvem letu vladanja faraona Nebirirava I., v katerem je bila stela postavljena.

Vezir je potrdil, da je Kebsi zakonit naslednik položaja guvernerja Ek Kaba. Celoten postopek so opravili in zapečatili  v vezirjevi rezidenci ob prisotnosti prič. Po zaključenem postopku je Sobeknaht dobil vse pravice guvernerskega položaja. Sobeknaht je bil oče Sobeknahta II., enega od najslavnejših guvernerjev El Kaba.

## Pomembnost
Spomenik spada med najpomembnejše tovrstne spomenike, ker vsebuje pomembne pravne podatke o podeželski  upravi v Starem Egiptu ter dedovanju in mogočem trgovanju z upravnimi položaji. Juridična stela je tudi pomembna časovna povezava med faraonoma Merhoteprejem iz Trinajste dinastije in kasnejšim tebanskim faraonom Nebiriravom I.,  ki sta vladala v precej zamegljenem obdobju staroegipčanske zgodovine, znanim kot drugo vmesno obdobje.